# Ceguesa a les plantes
La ceguesa a les plantes o la disparitat en la percepció de les plantes és com es coneix al biaix cognitiu que, en el seu significat més ampli, fa referència a la tendència que tenim els humans a ignorar els vegetals. Açò inclou els següents fenòmens: no adonar-se de la presència de les plantes en l'entorn; no reconèixer la importància dels vegetals en la biosfera; creure que les plantes són una forma de vida inferior a la dels animals; ser incapaç d'apreciar les característiques o l'estètica úniques de les plantes.
El terme ceguesa a les plantes va ser encunyat pels botànics J. H. Wandersee i E. E. Schussler en la publicació de 1999 Preventing Plant Blindness. Els científics van suggerir que la raó per la qual algunes persones no es fixen en les plantes és perquè les plantes són immòbils i de colors similars, tot i que altres investigacions han suggerit que la ceguesa a les plantes es veu afectada per les pràctiques culturals. Un estudi del 2014 als Estats Units va examinar com es perceben les plantes i els animals mitjançant la capacitat de notar una de dues imatges presentades ràpidament. L'estudi va demostrar que els participants van ser més precisos a l'hora de detectar animals en imatges, en lloc de plantes. Els investigadors també van suggerir possibles estratègies per caracteritzar i superar el zoocentrisme.